# 해창중학교
해창중학교(海倉中學校)는 경기도 평택시에 있는 공립 중학교이다.

## 학교 연혁
- 2024년 9월 1일 : 개교